# 魔法のデザイナーファッションララ
『魔法のデザイナーファッションララ』（まほうのデザイナーファッションララ）は、1986年から1998年まで、セイカノートがスタジオぴえろとの提携のもと展開していた、女児用文具のキャラクター商品シリーズ。
本項目では、その前身である『ファッションララ リトルスターズ』に加え、本シリーズをOVA化した『ハーバーライト物語』についても、併せて詳述するものとする。

## 概要
本シリーズは、ぴえろ魔法少女シリーズを手がけたアニメ制作会社のスタジオぴえろとセイカノートにより、女児用文具のキャラクターとして企画されたもので、まず『ファッションララ リトルスターズ』が展開され、その後『魔法のデザイナーファッションララ』へと改題された。本シリーズの立ち上げには、ぴえろ魔法少女シリーズが『魔法のアイドルパステルユーミ』の放送終了に伴いテレビアニメシリーズとして休止したことが背景にあり、テレビアニメのキャラクター商品の場合、そのキャラクターが登場するアニメの放映終了と共に視聴者である子供の興味が薄れてしまい、商品展開も下火になるという欠点があった。このため本シリーズは「もっと息の長いシリーズとして展開できるものを」とするセイカの要望に、ぴえろが応じる形で制作された。
従前までのぴえろ魔法少女シリーズと同様に、本シリーズではデザイナー志望の少女ミホが、夢の国から現れた妖精ピグとモグから魔法のライトペンをもらい、魔法のデザイナー・ファッションララに変身して活躍するという物語が設定され、塗り絵や着せ替えを中心とした女児用文房具のキャラクター商品として展開された。前身である『リトルスターズ』では、ミホと一緒に登場するキャラクターはマニャーナとアエールという、背中に翅の生えた小さな少女の姿をした妖精だけであり、ロゴ表記も「ファッションララ」より「リトルスターズ」の方が大きく表記されていた。当時はセイカの文房具の販売促進のため、ぴえろのスタッフによってCM用アニメも多数制作され、ぴえろが手がけたテレビアニメにとどまらず、他の女児向けアニメのCM内でも積極的に放送された。また、抽選でアニメ絵本（当時は「おしゃれ絵本」と呼ばれていた）が当たる応募サービスも行われ、この絵本の制作もぴえろが担当している。
この時期のセイカは、本シリーズの他にも東映動画と共同で『おまじないアイドル リリカルレナ』を、葦プロダクションと共同で『星のデュエット ファニーツイン』をといった具合に、様々なアニメ制作会社と組んで女児用の文具ブランドを展開しており、ぴえろとは本シリーズのみならず『魔法のステージ アイドルココ』、『おてんば魔女 トワイライトマリー』も手がけていた。これらセイカ発のブランドの中で、本シリーズはCMによる大々的なアピールや、女児や女性に洋服のデザイン案を応募させるサービスを積極的に行い、その中でも秀逸なデザインの服をいち早く作中に取り込むなどの斬新なアイデアを次々と展開した。さらに1988年には、本シリーズを原作としたOVA『ハーバーライト物語』も制作されている。
本シリーズは、ぴえろ魔法少女シリーズの5作目である『魔法のステージファンシーララ』の放映が開始される1998年春まで展開が続けられ、実に11年間にわたってのヒット商品となった。その『ファンシーララ』については、本シリーズが原案となったとする見解も根強く存在する一方、同作品の放送当時にはあくまで一部のキャラクターの名称やアイディアを参考にした程度であり、本シリーズと同作品とは直接の関連がないことが、ぴえろの公式サイトにおいて説明されている（詳細については『ファンシーララ』の項目も参照）。

## ハーバーライト物語

### 作品解説
正式名称は『ハーバーライト物語（ストーリー）〜ファッションララより〜』。1988年3月11日にVHS・Betaビデオソフトがエスピーオーより、5月21日にLDが創美映像（現・ハピネット）より発売され、それに先立ってサウンドトラックも3月5日にキングレコードより発売されている。本編時間は約50分。
セイカの協力の下、『ファッションララ』の設定にストーリー性を含ませる形でぴえろが制作を手がけたOVAであり、発表当時は「ぴえろ魔法少女シリーズ第5弾」としても宣伝された。また同時期には「ぴえろ創立10周年記念作品」として、『アイドルココ』がOVA化されることが決定していたが、『ファッションララ』のOVA化が決定されたことやキャラクターデザイン担当の高田明美が『きまぐれオレンジ☆ロード』や『機動警察パトレイバー』など、他のアニメのキャラクターデザインに深く携わっており、非常に多忙だったことから急遽制作中止とされており、結果として本作品が「スタジオぴえろ創立10周年記念作品」として制作されることになったという経緯もある。
前述したように記念作品として位置づけられ、スタッフも実力派の面々が結集し大々的に制作された本作品であるが、後述の版権問題で2022年現在、ソフト化は前述のビデオ・LDのみに留まっている。

#### 特徴
本作品は、『ファッションララ』を下敷きにはしているもののストーリー展開においては直接的な関連性はなく、あくまで設定を流用しているのみである。その設定も原典より大幅に変更されており、デザイナー志望で苛められっ子の少女ミホが、本の中から飛び出した妖精ピグとモグの力で一晩限りの大人の姿に変身するというストーリーが展開され、童話の『シンデレラ』をベースにしつつ、1970年代後半から80年代初頭に流行したディスコダンスを主軸とした映画『サタデー・ナイト・フィーバー』に代表される、青春映画の要素を加味した物語が志向されている。
本作品では、ぴえろ魔法少女シリーズのテレビシリーズのようなアイドルとのタイアップはなく、『魔法の妖精ペルシャ』同様に本職声優の山本百合子が主人公ミホ役に起用されている。山本は本作品以前にも、『ファッションララ』シリーズのCMでナレーションを担当しており、これがきっかけでミホの声を担当することになった。CMでは山本の他に松井菜桜子もナレーションを務めていたが、その松井もエリナ役として本作品に参加している。その他、変身シーンではCMで使用された「ピンキーポンク・ミラクルファッション」と言うフレーズは一切使用されず、代わりに『パステルユーミ』と同じく挿入歌が使われ、作曲家として著名な小杉保夫が歌う「Dream'in」が起用された。ぴえろ魔法少女シリーズで男性ボーカルの挿入歌が起用されたのは本作品が初めてであり、この流れは後の『ファンシーララ』にも受け継がれている。その他の主題歌や挿入歌もアイドルの起用はなく、アニメソングで活躍していた増田直美や小森まなみが担当している。
玩具メーカーとのタイアップもなかったため、CMで登場した変身用の「魔法のライトペン」も省略されて妖精の力のみで変身している。また、総合商社伊藤萬が本作品の制作に参加しており、アニメーションとは無縁な企業がアニメーション制作に乗り出すなどバブル景気を反映したものとなっている。
物語は基本的にはハッピーエンドのストーリーだが、オープニング映像が主人公ミホの深層心理を表したような全体的に暗く、シルエットを多用した抽象的な表現になっていたり、内容もミホが家族から酷い虐めにあっている設定のため、CMのような明るさは少なく、全体的に暗くてシリアス色の強い悲劇型で悲壮感の漂うドラマがストーリーの大半を占めている。また、暴走族の不良キャラクターであるキッドがストーリーや主人公に深く絡み、ステージ爆破などの過激なシーンがあったり、キッドの父親と愛人の不倫シーンがあるなど、ぴえろ制作の魔法少女アニメとしては今までにない大人向けの描写が多い。

#### 版権問題
本作品は、従前までの『ぴえろ魔法少女シリーズ』とは違ってテレビアニメではなく完全OVA作品として発売されたことや、ぴえろとセイカとの複雑な共同版権作品であり、セイカ側が『ファッションララ』の全てのグッズの企画制作と販売を取り仕切っていたことなどから、発表当時は販促宣伝用のパンフレットやチラシ、下敷きなどが配布されるのみに留まった。
また、ぴえろと共同で版権を保有していたセイカについても、2009年3月1日をもって当時の親会社であるバンダイナムコホールディングスの合理化による業務縮小で解散・消滅してサンスター文具に統合。その際、活動休止状態となっていた『ファッションララ』を含むほとんどの旧セイカオリジナルブランド作品はサンスター文具には引き継がれず、2022年現在においても旧セイカオリジナルブランド作品については権利の所在が不明な著作物となっている。
こうした複雑な事情から、2003年よりぴえろ魔法少女シリーズの他作品などで盛んに行われている作品のデジタルメディア化（デジタルリマスターによるDVDまたはBlu-ray Discソフト化、インターネット配信）においても、本作品はその対象から外れており、2022年現在もDVD・Blu-rayといった形での新規ソフト化や、インターネットによるアニメ専門動画配信サイトでの放送、それにグッズ製作は行われていない。制作元であるぴえろのHPでも、本作品については2022年現在わずかな情報しか記載されていない。

### ストーリー
ある港町で、町の少女たちの中からダンスクイーンを決めるディスコダンスフェスティバルが企画されていた。主人公ミホは、ファッションデザイナーに憧れ、いろいろなデザインのドレスを作ることを夢見ている。そして今回のダンスクイーンコンテストに従姉（いとこ）の一人シュリが自分のデザインしたドレスを着て出場することになってミホは大喜び。ところが市長の息子である不良少年キッドが現れ、フェスティバルを失敗させようと妨害する。さらには叔母がミホのデザインしたドレスを切り裂いてしまった。泣き崩れてしまったミホは、妖精ピグとモグの魔法でファッションララに変身し、自分のデザインしたドレスを身にまとって街の人々を魅了する。

### キャスト
- ミホ / ファッションララ - 山本百合子
- キッド - 井上和彦
- シュリ - 原えりこ
- ピグ - 室井深雪
- モグ - 丸尾知子
- 市長 - 柴田秀勝
- 叔母 - 高島雅羅
- エリナ - 松井菜桜子
- マリエ - 小森まなみ
- 巨男 - 松尾銀三
- 少年 - 草尾毅
- 少女 - 長畑由美

### スタッフ
ベテラン演出家の高橋資祐を監督に起用し、キャラクターデザインは魔法少女シリーズでお馴染みの岸義之、脚本にはファイナルファンタジーシリーズのシナリオを担当した寺田憲史、作画にはうる星やつらの作画監督であった遠藤麻未や山本直子、音楽製作には劇伴を山本健司、主題歌や挿入歌には小杉保夫、松宮恭子が起用され、さらに動画製作や絵コンテ、仕上げを京都アニメーションが担当しているなど有力なスタッフが多数参加している。
- 企画・制作：布川ゆうじ
- プロデューサー：梅崎浩志
- 監督：高橋資祐
- 脚本：寺田憲史
- キャラクターデザイン：岸義之
- メカニックデザイン：メカマン、佐藤正浩
- 原画：遠藤麻未、山本直子、小野直美
- 音楽：山本健司
- 音響効果：今野康之（スワラ・プロ）
- 美術監督：岡田和夫
- 撮影監督：金子仁
- 音響監督：松浦典良
- 演出：横山広行
- 動画：ドラゴンプロダクション、スタジオウォンバット、京都アニメーション
- 仕上げ：京都アニメーション、イージーワールドプロ、スタジオマーマレード、スタジオマリーン、スティック、トランスアーツ、スタジオエンジェル、ひとみプロ、スタジオトムキャット、ぴえろ仕上室
- 撮影：東京アニメーションフィルム
- 現像：東京現像所
- 制作：株式会社スタジオぴえろ
- 制作協力：伊藤萬、オリエンタル・シネ・サービス、セイカノート、ムービックプロモートサービス
- 制作・発売元：株式会社ぴえろプロジェクト
- 販売元：エスピーオー
- 著作：株式会社スタジオぴえろ（※フィルム上はノン・クレジット）
- 制作形態：カラー16ミリフィルム、6ミリ磁気音声（VHS/Beta/LDソフト共通）、ステレオ、ビデオマザーは1吋CタイプVTRを使用

### 主題歌・挿入歌
主題歌はCDシングルが発売されておらず、主題歌や挿入歌を収録したサウンドトラックも廃盤であるため長らく入手や視聴が困難だったが、本作品の発売から15年経った2003年10月22日に発売された「アニメージュ・魔法少女コレクション」（徳間ジャパンコミュニケーションズ）にようやくフルバージョンが収録され、容易に入手出来るようになった。
オープニングテーマ - 「DESTINY LIGHT（運命の光）」
作詞 - 暮醐遊
作曲 - 小杉保夫
歌 - 増田直美
プロレスラー佐野直喜（現・佐野巧真）がテーマソングとして使用した。
エンディングテーマ - 「トワイライト・ドリーム」
作詞 - 小森まなみ
作曲 - 松宮恭子
歌 - 小森まなみ
オープニングフィルムは主人公の心理を表したと言われる減法混合を使った暗くて抽象的なイメージが強く、主人公はほとんど出てこない。反面、エンディングは白色を基調とした暖かい色合いで纏められている。
挿入歌
「Dream'in」
作詞 - 大場清美
作曲 - 小杉保夫
歌 - 小杉保夫
「Dream'in」はミホの変身シーンで使用された。
「虹のプリンセス」
作詞 - 小森まなみ
作曲 - 松宮恭子
歌 - 小森まなみ
※オープニングテーマ、エンディングテーマ、挿入歌ともに編曲は山本健司が担当している。

### ソフト
サウンドトラックはCD版、LPレコード版、カセットテープ版の3種類が発売された。全部で12曲が収録され、レコード版とカセット版はサイドAとサイドBで各6曲ずつに分けて収録されている。
ビデオソフトはVHS、Beta、LDの3方式で発売された。
- VHSビデオソフト（1988年3月11日発売 エスピーオー 11.800円）品番：ORF205
- Betaビデオソフト（1988年3月11日発売 エスピーオー 11.800円）品番：OPF205
- レーザーディスク（1988年5月21日発売 創美映像 9.800円）品番：LSP1113
- オリジナルサウンドトラック（1988年3月5日発売 キングレコード）品番：K32X-7109
  - CD版（3200円）（※初回プレス盤のみオリジナルイラスト入りミニカレンダーが同梱付属）
  - LPレコード版（2500円）
  - カセットテープ版（2500円）